# Katja Riemann
Katja Riemann (Kirchweyhe, 1963. november 1. –) német színésznő.

## Életpályája
A szülei tanárok. Két testvére van.
1983-ban érettségizett, majd tanult Hamburgban, Hannoverban és Münchenben. 
Már a kiképzés vége előtt a Münchner Kammerspiele (Müncheni Kamaraszínház) színésze lett.
Peter Sattmannnal van egy közös lánya.

## Filmográfia
- 1997: A patikás (Die Apothekerin)
- 2002: Bibi Blocksberg és a varázsgömb (Bibi Blocksberg)
- 2004: Bibi Blocksberg és a kék baglyok titka (Bibi Blocksberg und das Geheimnis der blauen Eulen)
- 2012: Török kezdőknek (Türkisch für Anfänger), a film
- 2011: Nils Holgersson csodálatos utazása (Nils Holgerssons wunderbare Reise, Akka vadliba hangja)
- 2013: Fák jú, Tanár úr! (Fack ju Göhte)
- 2015: Fák jú, Tanár úr! 2. (Fack ju Göhte 2)
- 2015: Nézd, ki van itt (Er ist wieder da)
- 2016: Szerelmes SMS (SMS für Dich)
- 2017: Fák jú, Tanár úr! 3. (Fack ju Göhte 3)
- 2018: HERRliche Zeiten
- 2019: Das perfekte Geheimnis
- 2020 Vier zauberhafte Schwestern
- 2020: Enfant Terrible

## Színpad
- 1987, 1989: Phaedra (Ismene)
- 1990, 1992: A haramiák (a berlini Schillertheaterben)
- 2007/08: Anna Karenina (Anna Karenina)
- 2008: Három nővér (Olga)